# Syzygium cruriflorum
Syzygium cruriflorum är en myrtenväxtart som beskrevs av Friedrich Ludwig Diels. Syzygium cruriflorum ingår i släktet Syzygium och familjen myrtenväxter. Inga underarter finns listade i Catalogue of Life.